# Замбров
Замбров или За̀мбрув (на полски: Zambrów) е град в Североизточна Полша, Подляско войводство. Административен център е на Замбровски окръг, както и на селската Замбровска община, без да е част от нея. Самият град е обособен в самостоятелна градска община с площ 19,02 км2. Към 2010 година населението му възлиза на 22 314 души.